# شودر
الشَّوْدَر هو حساء محضر بالحليب أو القشدة والمأكولات البحرية أو الخضار.